# Saint Thomas (Dakota du Nord)
La ville de Saint Thomas est située dans le comté de Pembina, dans l’État du Dakota du Nord, aux États-Unis. Sa population s’élevait à 331 habitants lors du recensement de 2010, estimée à 310 habitants en 2018.

## Histoire
Saint Thomas a été fondée en 1881 par des colons originaires de St. Thomas en Ontario.

## Démographie
| Groupe            | Saint Thomas | Dakota du Nord | États-Unis |
| ----------------- | ------------ | -------------- | ---------- |
| Blancs            | 94,6         | 90,0           | 72,4       |
| Amérindiens       | 0,6          | 5,4            | 0,9        |
| Métis             | 0,3          | 1,8            | 2,9        |
| Autres            | 0,3          | 2,7            | 23,8       |
| Total             | 100          | 100            | 100        |
|                   |              |                |            |
| Latino-Américains | 19,6         | 2,0            | 16,7       |

Selon l’American Community Survey, pour la période 2011-2015, 78,62 % de la population âgée de plus de 5 ans déclare parler l’anglais à la maison et 21,38 % déclare parler l’espagnol.
| 1890 | 1900 | 1910 | 1920 | 1930 | 1940 |
| ---- | ---- | ---- | ---- | ---- | ---- |
| 477  | 661  | 513  | 500  | 595  | 503  |

| 1950 | 1960 | 1970 | 1980 | 1990 | 2000 |
| ---- | ---- | ---- | ---- | ---- | ---- |
| 566  | 660  | 508  | 528  | 444  | 447  |

| 2010 | - | - | - | - | - |
| ---- | - | - | - | - | - |
| 331  | - | - | - | - | - |

## Source
- (en) Cet article est partiellement ou en totalité issu de l’article de Wikipédia en anglais intitulé « St. Thomas, North Dakota » (voir la liste des auteurs).